# Abib
Abib o, in accordo con la pronuncia, aviv (in ebraico: אביב) è un vocabolo ebraico che indica l'orzo in uno specifico stadio di maturazione ed era il nome antico del primo mese dell'anno nel calendario ecclesiastico (marzo-aprile) e il settimo del calendario civile. Dopo l'esilio il nome cessò di essere utilizzato perché prevalse il nome nisan coniato ad imitazione del babilonese "nisanu".

## Origine biblica
Il nome "abib" compare in Es 13,4; Es 23,15; Es 34,18 e Dt 16,1. Il vocabolo è semitico occidentale e viene talvolta tradotto con "spighe verdi".

## Significato agricolo
Abib è uno stadio della maturazione dell'orzo, quello in cui i grani sono già completamente formati e si stanno ulteriormente arricchendo di amido, mentre lo stelo non si è ancora completamente seccato.
Il mese "abib" ha questo nome perché è il mese del raccolto dell'orzo. Nel "primo giorno dopo il sabato" (oggi diremmo la domenica) successivo alla Pasqua le prime spighe d'orzo erano raccolte in un covone ("omer") ed offerte a Dio nel tempio di Gerusalemme con un rito di elevazione ("Hanafat HaOmer", Lv 23,4-11). Da quel momento, circa 2-3 settimane dall'inizio del mese, iniziava il raccolto.
L'orzo "abib" era caratterizzato da due altre proprietà citate nella Bibbia:
- era maturo per essere mangiato previa tostatura (Lev 23,14; Gs 5,11; 1Sam 17,17; 1Sam 25,18; 2Sam 17,28; Ruth 2,14);
- La sua spiga era ormai piuttosto rigida e perciò fragile. Questa caratteristica determinò che l'orzo egiziano fosse distrutto dalla grandine, la settima piaga d'Egitto (Es 9,31[7]).

## Abib e la data di Pasqua
La scelta della lunazione con cui dare inizio al nuovo anno (e perciò la scelta della data della Pasqua) è stato fonte di disaccordo fra gli ebrei e fra i cristiani proprio a causa della presenza di due criteri diversi: quello stagionale, basato sull'orzo abib (che deve essere maturo per il giorno di Pasqua), e quello astronomico, basato sulla data dell'equinozio (che dovrebbe precedere la Pasqua). Questi criteri sono talvolta in disaccordo per motivi climatici.
Con il concilio di Nicea la maggior parte dei cristiani ha scelto il criterio astronomico, benché una piccola minoranza volesse seguire le tradizioni ebraiche della Siria, dove prevaleva il criterio stagionale (cfr. tabella delle date di Pasqua di Sardica).
Tuttora gli ebrei caraiti valutano l'inizio della primavera dal grado di maturazione dell'orzo ed eventualmente inseriscono un mese embolismico nel calendario lunisolare prima del nuovo anno in modo che le celebrazioni di Pasqua e degli Azzimi siano in accordo stagionale con Es 9,31.
Dato che il giudaismo rabbinico, invece, ha adottato il ciclo metonico, le date di Pasqua dei caraiti sono talvolta in disaccordo con quelle degli altri ebrei. Questa differenza, citata dai fondatori della Chiesa Avventista, ha dato origine a controversie sulla veridicità delle loro profezie.

## Altri significati
In ebraico e in altre lingue "abib" è anche un nome di persona.
Più genericamente il nome "aviv" indicava la primavera.
"Tel Aviv" significa "collina della primavera" e nel libro di Ezechiele il nome indica un luogo sito in Mesopotamia abitato dagli ebrei in esilio: "Giunsi dai deportati di Tel Aviv, che abitano lungo il canale Chebàr, dove hanno preso dimora, e rimasi in mezzo a loro sette giorni" (Ez 3,15).
Oggi è il nome del principale centro urbano del moderno stato di Israele.